# Даттон, Джеймс Патрик
Джеймс Па́трик Да́ттон, (англ. James "Mash" Patrick Dutton Jr.; род. 1968) — астронавт НАСА. Совершил один космический полёт на шаттле STS-131 (2010, «Дискавери»), полковник ВВС США.

## Личные данные и образование

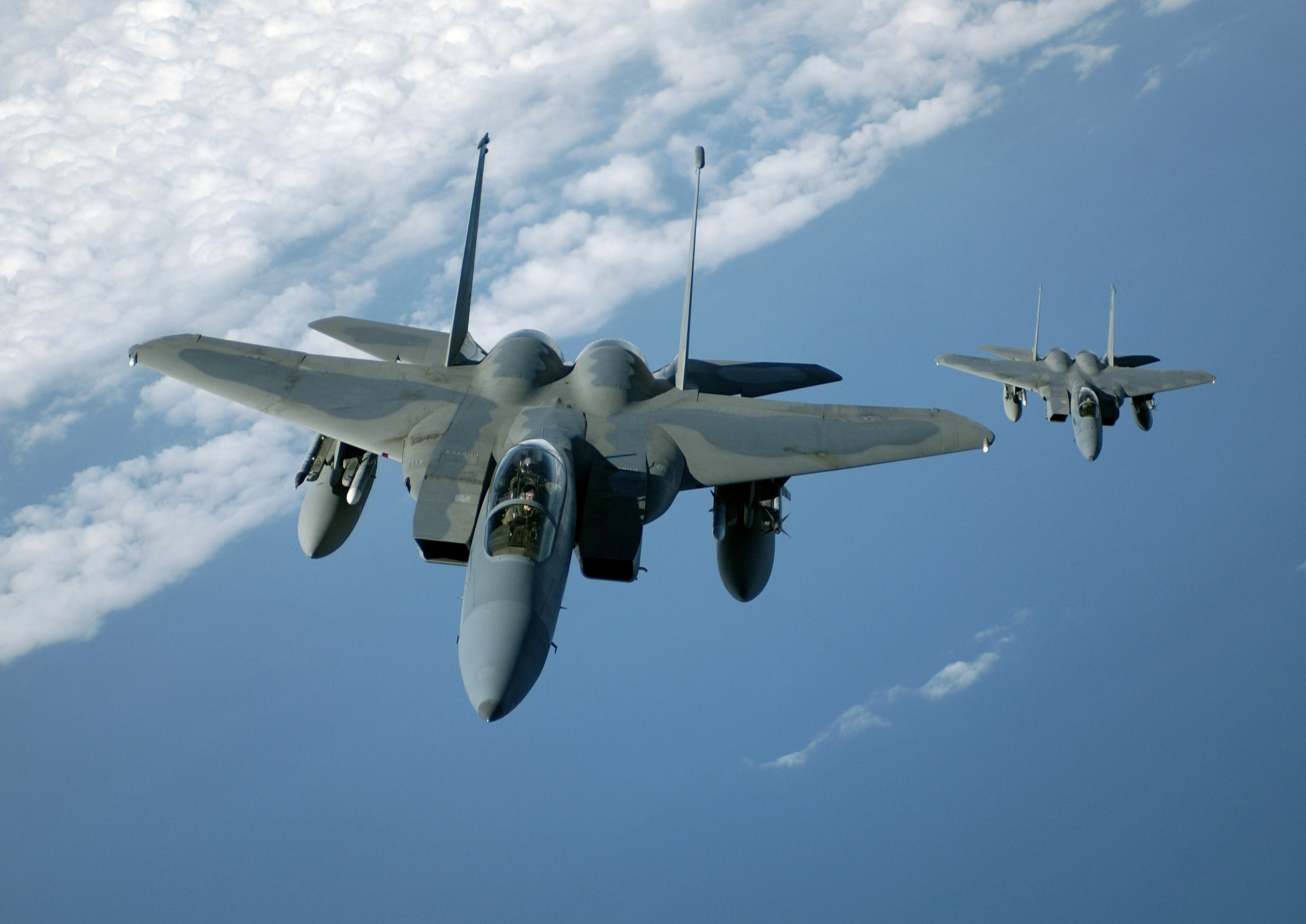
Самолёт F-15 в полёте.

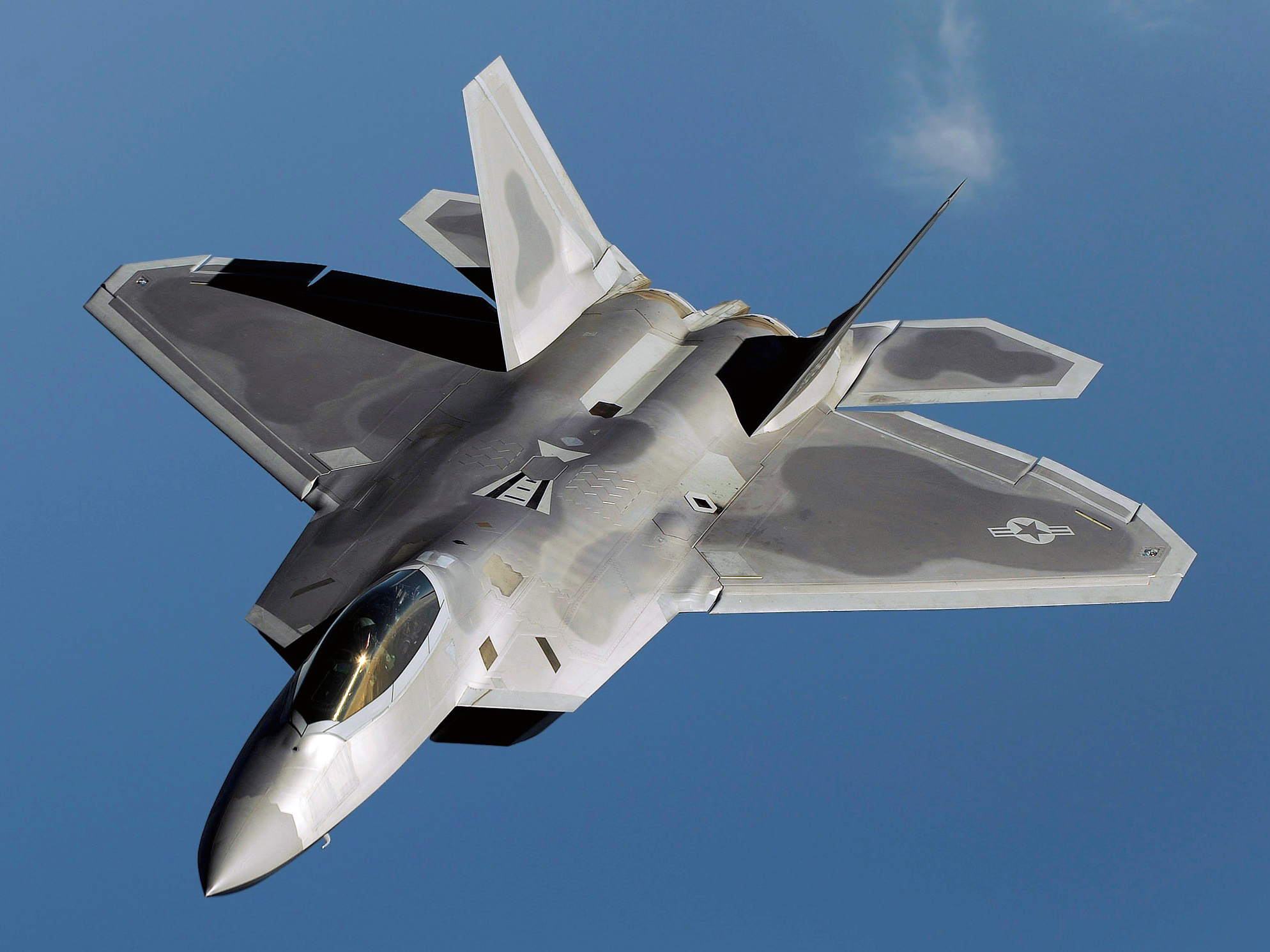
Самолёт F-22 Raptor в полёте.

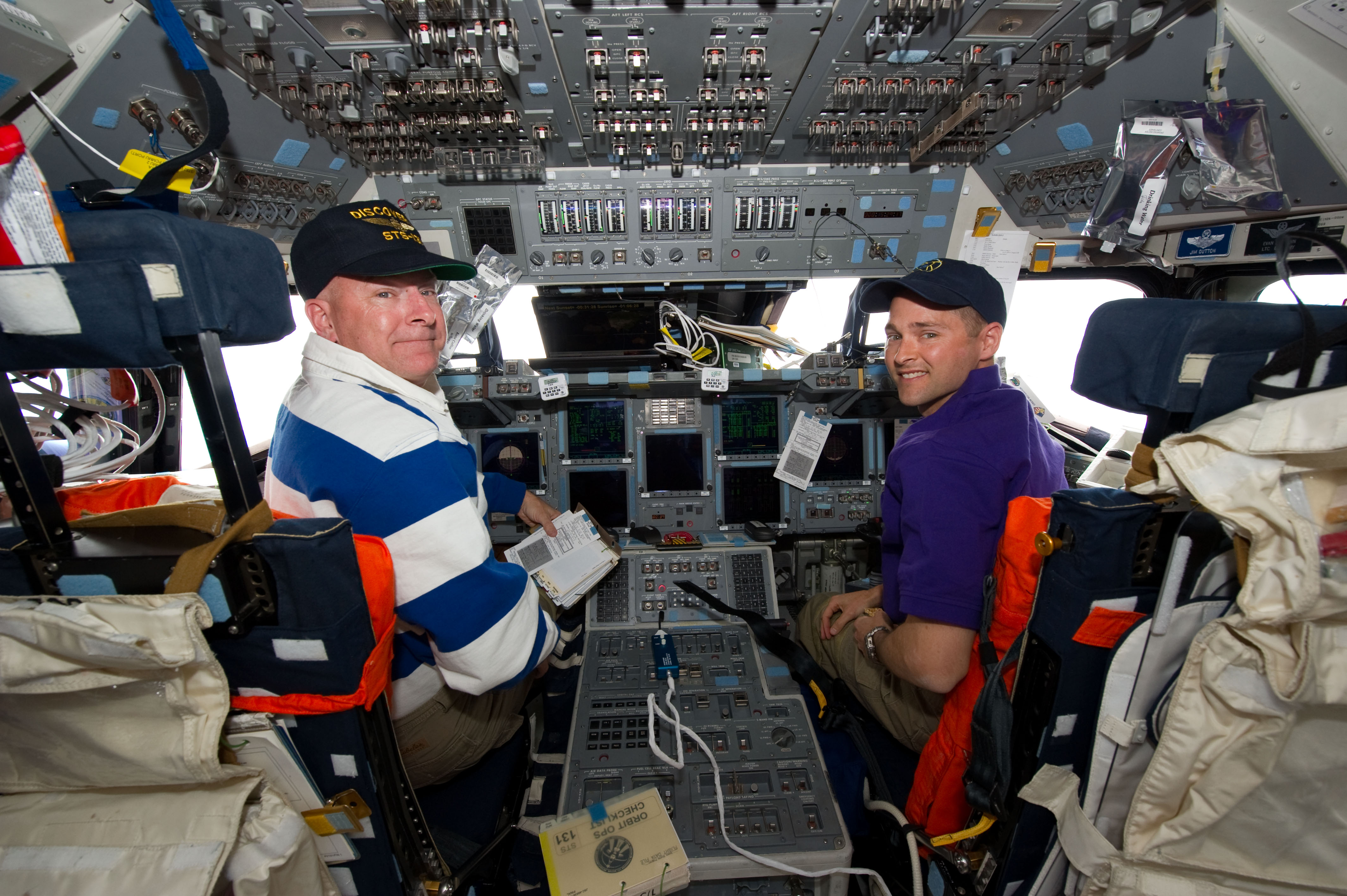
STS-131: на орбите — Даттон справа.

Джеймс Даттон родился 20 ноября 1968 года в городе Юджин, штат Орегон, там же, в 1987 году, окончил среднюю школу. В 1991 году получил степень бакалавра в области авиационной техники в Академии ВВС США, в городе Колорадо-Спрингс, штат Колорадо. В 1994 году получил степень магистра в области аэронавтики и астронавтики Вашингтонском университете.
Женат на Эрин Раофф, у них четверо детей — мальчики. Семья живёт около авиабазы «Эдвардс», в Калифорнии, намечен переезд в Хьюстон. Его родители: Джеймс и Нита Даттоны.

## До НАСА
Лётное обучение Даттон прошёл на авиабазе «Шеппард», штат Техас. К 1995 году прошёл обучение на авиабазе «Тундалл», штат Флорида и стал летать на самолётах F-15С, а затем, с октября 1995 по май 1998 года, был переведён на авиабазу «Лэйкенхит», Великобритания. За это время он побывал в Ираке и налетал более 100 часов в боевом обеспечении «превосходства в воздухе», участвуя в операции «Северный дозор», на севере Ирака. В мае 1998 года был переведён на авиабазу «Неллис», штат Невада, продолжал летать на F-15С. В декабре 2000 года был направлен в Школу лётчиков-испытателей ВВС США. До июня 2002 года занимался лётными испытаниями самолётов F-16. С августа 2002 года по июнь 2004 года испытывал самолёты F/A-22 Raptor, нового поколения, созданные по технологии «Стелс», на авиабазе «Эдвардс», в Калифорнии. Как лётчик-испытатель на F/A-22 налетал более 350 часов. Имеет общий налёт более 2 000 часов на более чем 30 различных типах самолётов.

## Подготовка к космическим полётам
6 мая 2004 года был зачислен в отряд НАСА в составе девятнадцатого набора, кандидатом в астронавты. С августа 1998 года стал проходить обучение по курсу Общекосмической подготовки (ОКП). По окончании курса, 10 февраля 2000 года получил квалификацию «пилот корабля» и назначение в Офис астронавтов НАСА. Был направлен в Центр Управления полётами, работал оператором связи при полёте шаттла STS-123.

## Полёты в космос
- Первый полёт — STS-131[3], шаттл «Дискавери». C 5 по 20 апреля 2010 года, в качестве «пилот корабля». Доставка научного оборудования в транспортном модуле «Леонардо». Это седьмой полёт модуля «Леонардо» к Международной космической станции (МКС). В модуле «Леонардо» упакованы новые спальные места для членов экипажа МКС, продукты и одежда для экипажа МКС, новая лабораторная морозильная камера, спортивный тренажер, запасные части для системы регенерации воды, экспериментальное оборудование и стойки с расходными материалами. В «Леонардо» также находится специальное ограждение, которое должно быть смонтировано в модуле «Дестини», предназначенного для создания эффекта тёмной комнаты, для улучшения условий наблюдения и фотографирования Земли. В модуле «Леонардо» размещены полезные грузы общим весом около 8,5 тонн. В грузовом отсеке шаттла также помещён бак для аммиака, который астронавтам предстоит установить на станции и включить его в систему охлаждения. Общий вес оборудования и материалов, доставленных на станцию, составляет более 10 тонн. Продолжительность полёта составила 15 суток 2 часа 47 минут[4].

Общая продолжительность полётов в космос — 15 дней 2 часа 47 минут.

## После полётов
7 июня 2012 года был переведён в разряд астронавтов-менеджеров, продолжает работать в Центре космических исследований имени Джонсона, в Хьюстоне, штат Техас.

## Награды и премии
Награждён: Медаль «За космический полёт» (2010) и многие другие.